# Francesco Dandolo

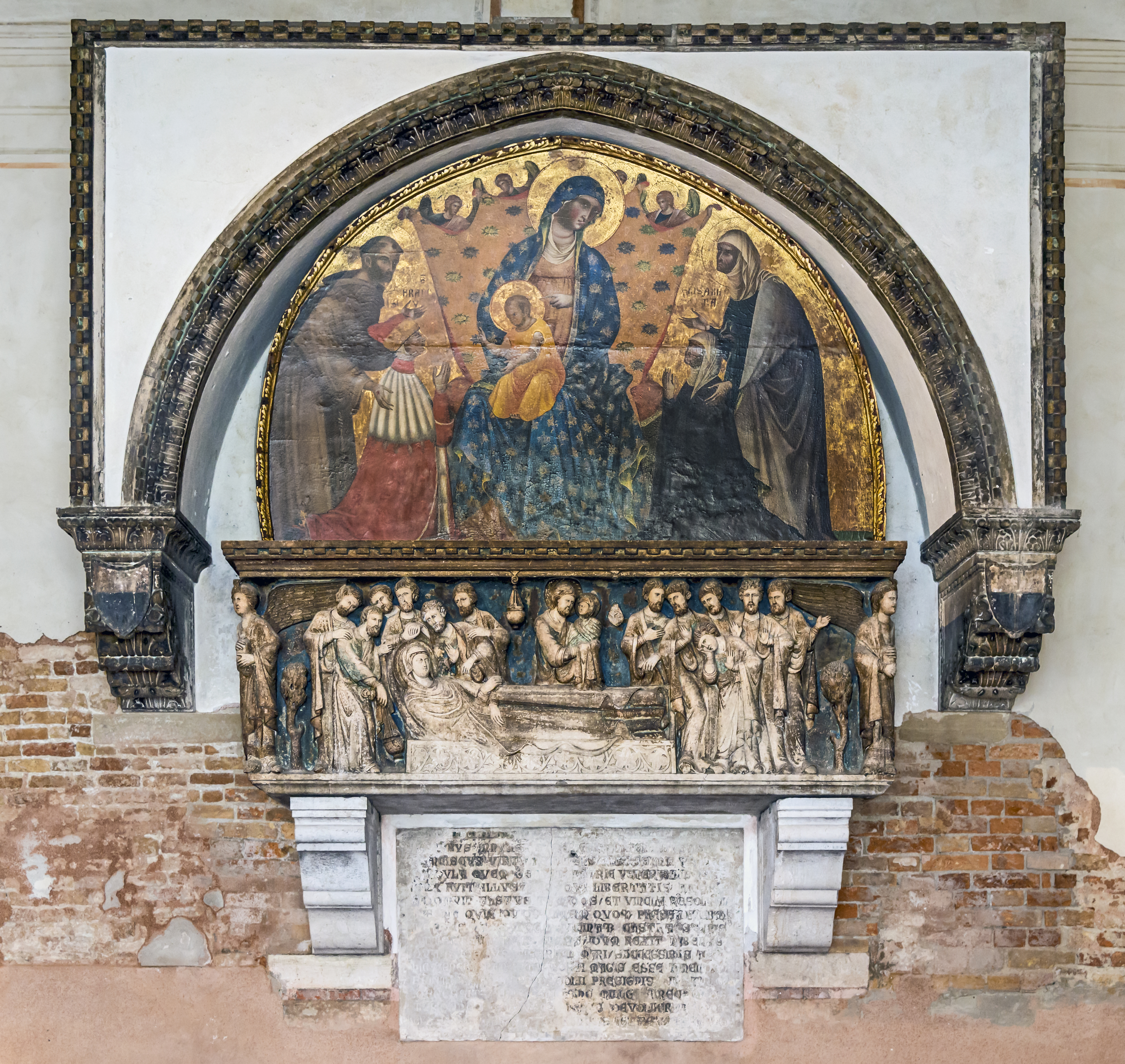
Francesco Dandolo dózse síremléke a Frari-templom kolostorában

Francesco Dandolo (Velence, 1258 – Velence, 1339. október 31.) a Velencei Köztársaság ötvenkettedik dózséja.

## Élete
Elődjének, Giovanni Soranzónak 1328. december 31-én bekövetkezett halála után 1329. január 4-én választották dózsévá. Francesco Dandolo, aki ekkor követ volt XXII. János pápa avignoni udvarában egy Flandria felé tartó utazása során értesült megválasztásáról. Azonnal visszatért Velencébe, ahol feleségével Elisabetta Contarinivel nagy ünnepség keretében vonult be a városba. Már V. Kelemen pápa idejében is Velence követeként tartózkodott Avignonban és jelentős szerepe volt abban, hogy a pápa 1313-ban feloldotta a várost az egyházi átok alól. Politikai karrierje mellett érdekelte az irodalom is, a források szerint ő maga is írt, de műveiből semmi nem maradt ránk. Ő volt az első dózse, aki figyelmet fordított Velence szárazföldi területeire is. A város hatalma Mestréig sem terjedt, ezenkívül Verona és Padova egyre nagyobb hatalmú urai veszélyeztették biztonságát. A veszély akkor vált kézzelfoghatóvá, amikor Cangrande della Scala Verona ura 1327 és 1329 között elfoglalta Feltrét, Bellunót és Vicenzát, megfosztotta hatalmától Marsilio da Carrarát Padova addigi urát (bár meghagyta a város élén, mint helytartóját), és vámhivatalt állított fel Mestrében ami közvetlenül sértette Velence kereskedelmi érdekeit. Cangrande della Scala Dandolo dózse megválasztásának évében meghalt, és kezdetben úgy tűnt, hogy utódával, II. Mastino della Scalával egyezségre jutnak. Mastino és Velence között korábban baráti viszony volt, 1326-ban a város tiszteletbeli patrícius címet adományozott neki. Cangrande halála után azonban Mastino fontosabbnak tartotta a hódítások folytatását. Elfoglalta Parmát, Bresciát majd toszkán területekre hatolt be és megszerezte Lucca városát is. Ezenkívül akadályozni próbálta a velencei kereskedőhajók szabad mozgássát is és sólepárlókat létesített a velencei lagúna bejárata mellé. 1336-ban Firenze, Perugia, Siena és Bologna szövetséget kötött Velence ellenében. A háború 1336 május 28-án kezdődött. Velence zsoldosok felfogadása helyett elrendelte az általános hadkötelezettséget, amely szerint minden húsz és hatvan év között fegyverforgatásra alkalmas férfinak csatlakozni kellett a hadsereghez. Így a város körülbelül negyvenezer fős haderővel rendelkezett. A hadszíntér Trevisótól Padováig terjedt, a harcok váltakozó sikerrel folytak. 1337-ben  Azzo Visconti, Obizzo d'Este és Luigi Gonzaga, Milánó, Ferrara és Mantova urai úgy döntöttek, hogy hogy véget kell vetni a veronai Scaliger (della Scala) család hatalmi törekvéseinek, ezért csatlakoztak Velencéhez. Így Mastino területeit több irányból is támadták, ezért megpróbálta a lehető legkisebb veszteséggel lezárni a háborút. Megbízta Marsilio da Carrarát a velenceiekkel való tárgyalással, aki viszont titokban megegyezett Dandolo dózséval, hogy Padova velencei kézbe adásáért cserébe visszakapja a város feletti uralmát. Padovát 1337 júliusának végén foglalták el a velencei csapatok. A Carrarák visszakapták hatalmukat, ezenfelül Monselice, Este, Cittadella és Bassano urai lettek. Cserébe garantálták területükön a velencei kereskedelem zavartalanságát ezenkívül ígéretet tettek Velence szárazföldi területeinek védelmére támadás esetén. Mastino ekkor IV. Lajos német-római császárhoz fordult segítségért aki az érdekében követséget küldött Velencébe, de Dandolo dózse nem volt hajlandó engedményeket tenni. A  tárgyalások végére Mestre is Velencei fennhatóság alá került, Trevisóban pedig a dózse Marino Foscarinit és Jacopo Trevisant nevezte ki helytartónak. Mastino Veronába menekült ahol sikerült uralmát megtartania. A harcokat lezáró békeszerződést 1339 január 24-én írták alá a Szent Márk-székesegyház főoltáránál. A szerződés garantálta Marsilio da Carrara megszerzett jogait, Trevisót velencei területnek nyilvánította, és Firenzének juttatott néhány kisebb jelentőségű kastélyt. Lucca városa veronai fennhatóság alatt maradt, ami a későbbiekben feszültséget okozott Firenze és Velence között. Treviso megszerzése fontos eleme volt Velence későbbi terjeszkedésének, ezenkívül garantálta a szárazföldi kereskedelem biztonságát. Francesco Dandolo dózse még a békekötés évében, 1339-ben meghalt és a Santa Maria Gloriosa dei Frari-templom káptalantermében temették el.  
| Előző uralkodó: Giovanni Soranzo | Velencei dózse 1329-1339 | Következő uralkodó: Bartolomeo Gradenigo |